# Cisza radiowa
Cisza radiowa – sytuacja, w której wszystkie stacjonarne i ruchome nadajniki radiowe na danym obszarze przestają wysyłać sygnał.
Zasadniczo stosowana jest w wojsku i ma na celu ukrycie pozycji lub zamiarów własnych sił, jak na przykład przed atakiem Japończyków na Pearl Harbor, ale też dla ułatwienia działania radioteleskopów czy na morzu, by umożliwić usłyszenie słabych sygnałów SOS.
Nieaktualne po wprowadzeniu systemu GMDSS:
(W radiokomunikacji morskiej na ciszę radiową przeznaczone są trzy minuty po każdej pełnej godzinie i po każdej półgodzinie (w tym czasie zabronione jest prowadzenie jakiejkolwiek korespondencji, poza łącznością w niebezpieczeństwie, łącznością pilną i łącznością bezpieczeństwa).
Pierwsza minuta ciszy radiowej służy wyłącznie do nasłuchiwania komunikatów łączności w niebezpieczeństwie.
Druga minuta ciszy radiowej przeznaczona jest na nadawanie komunikatów pilnych, trzecia zaś na łączność bezpieczeństwa (ostrzegawczą).